# Rhytidoponera trachypyx
Rhytidoponera trachypyx är en myrart som beskrevs av Brown 1958. Rhytidoponera trachypyx ingår i släktet Rhytidoponera och familjen myror. Inga underarter finns listade i Catalogue of Life.